# Fédération européenne des métallurgistes

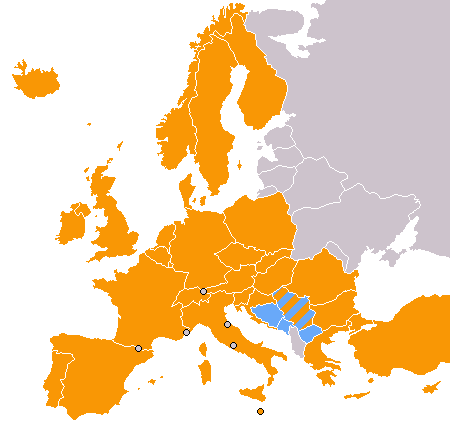
Pays représentés à la FEM

La Fédération européenne des métallurgistes (créée en 1971) regroupe 68 syndicats nationaux de Métallurgistes aux 31 pays en Europe et 6,5 millions des affiliés. Son siège est à Bruxelles et le secrétaire général est Peter Scherrer. C'est la branche européenne de la Fédération internationale des organisations de travailleurs de la métallurgie.